# Superkupa Shqiptar 2002
La Superkupa Shqiptar 2002 è stata la nona edizione della supercoppa albanese.
La partita fu disputata dal Tirana, vincitore del campionato, e dalla Dinamo Tirana, finalista della coppa.
Questa edizione si giocò allo Qemal Stafa Stadium di Tirana e vinse il Tirana 6-0.
Per la squadra della capitale è il terzo titolo e per la prima volta si disputò nell'annata in cui la stessa squadra vinse sia il campionato che la coppa.

## Tabellino
| Arbitro: | Sokol Cekaj |

|                                                          |           |  |
| Patushi 14’ Bulku 21’ Halili 38’ 46’ Xhafa 51’ Tafaj 92’ | Marcatori |  |